# 紅氣球
紅氣球（法語：Le Voyage du Ballon Rouge）是一部由台灣導演侯孝賢執導的電影作品。本片以東方人際關係角度，來勾勒出法國的家庭生活。

## 劇情簡介
蘇珊（茱麗葉·畢諾許飾）的丈夫滯留在加拿大蒙特婁大學客座寫小說，獨留她與七歲的兒子西蒙（Simon Iteanu飾）在巴黎，她是個出色的戲劇教授同時也是木偶劇編劇，正忙著籌備一齣改編自中國元曲的劇碼《張羽煮海》，並且擔任劇中角色的聲音演出。
每天忙著工作與大小雜事，對於自己更是自顧不暇的蘇珊，只好請在巴黎大學唸電影的華裔學生宋芳擔任保母。
某天，西蒙發現了一個無人理會的落單紅氣球，西蒙拉著她穿過巴黎市區的大街小巷，紅氣球也隨著他們的腳步漂浮遊蕩，時而出現時而消失的紅氣球彷彿有了生命。宋芳拿出攝影機，以西蒙與紅氣球為主角，信手拍了一部電影中的電影。
轉眼在布鲁塞尔就读的大女儿露薏絲將高中畢業，蘇珊希望她回巴黎申請大學，把父母遺留的現居老公寓重新整修讓露薏絲搬進來住，但卻怎麼也無法叫樓下久未繳房租的丈夫友人搬走。就在這些尋常瑣事和喜怒哀樂間，紅氣球偶而駐足，拉長的影子投映在市街各個角落。有時來到蘇珊家的窗前，有時飄過塞納河、聖母院、奧塞美術館、蒙馬特。
最終，緩緩飛向天際。

## 介紹
本片為侯孝賢所執導的第一部西方電影，原為應奧塞美術館之邀的短片計畫、而後發展成劇情長片。其參考1956年的經典法國短片《紅氣球》，導演為亞爾貝·拉莫里斯（Albert Lamorisse）。
該片於2006年八月至九月在巴黎拍攝，並由國際知名影星茱麗葉·畢諾許擔綱演出；李天祿之子李傳燦在片中客串來自台灣的偶戲師傅。

## 評價
本片為2007年坎城影展一種注目單元開幕片。對於未入選正式競賽單元，坎城影展藝術總監蒂埃里·弗雷莫表示，此片因未及時完成而不得不入围一种注目单元；制片人及剪接師廖慶松則說，主要是因为错过了送选时间。同年亦於瓦拉多利德國際影展（Valladolid International Film Festival）獲得費比西獎。次年獲得IndieWire影評人獎年度最佳電影獎，侯孝賢獲選為最佳導演。

## 外部連結
- 互联网电影数据库（IMDb）上《紅氣球之旅》的资料（英文）

1. ↑  . web.archive.org. 2017-11-17  [2023-05-19]. 原始内容存档于2017-11-17.
2. ↑  . 新浪网.   [2023-05-19]. （原始内容存档于2023-05-20）.
3. ↑  Hernandez, Eugene. . IndieWire. 2009-01-03  [2023-05-27]. （原始内容存档于2023-05-27） （美国英语）.